# B.League
B.League (en japonés: Bリーグ) es una liga de baloncesto profesional de Japón, que comenzó su andadura en septiembre de 2016. Está organizada por la Asociación de baloncesto de Japón, y nace de la fusión de otras dos competiciones, la National Basketball League y la liga independiente bj league. La fusión fue un mandato de la FIBA para rescindir la suspensión que pesaba sobre las instituciones baloncestísticas del país desde noviembre de 2014. Comenzó a funcionar en septiembre de 2016.

## Equipos
En la temporada 2014–15, había 12 equipos en la NBL, 10 en la National Basketball Development League (NBDL, la segunda división de la NBL) y 24 equipos en la bj-league. Los 46 equipos tuvieron cabida en la temporada inaugural de la B.League, sufriendo la baja de los Wakayama Trians debido a problrmas económicos. Al final, todos los clubes fueron aceptados en la liga a excepción de los Trians y los Hiroshima Lightning, que estaban en su primera temporada en la bj-league tras la expansión de la liga.

### Primera División (24 equipos)
| Conferencia | Equipo                   | Ciudad, Prefectura   | Pabellón                              | Capacidad | Debut en liga | Liga en 2015–16 |
| ----------- | ------------------------ | -------------------- | ------------------------------------- | --------- | ------------- | --------------- |
| Este        | Akita Northern Happinets | Akita, Akita         | CNA Arena Akita                       | 5,000     | 2016–17       | bj-league       |
| Este        | Chiba Jets               | Funabashi, Chiba     | LaLa arena TOKYO-BAY                  | 11,000    | 2016–17       | NBL             |
| Este        | Gunma Crane Thunders     | Ota, Gunma           | OPEN HOUSE ARENA OTA                  | 5,000     | 2016–17       | bj-league       |
| Este        | Ibaraki Robots           | Mito, Ibaraki        | Adastria Mito Arena                   | 5,000     | 2016–17       | NBL             |
| Este        | Koshigaya Alphas         | Koshigaya, Saitama   | Koshigaya Municipal General Gymnasium |           | 2019–20       | NBDL            |
| Este        | Levanga Hokkaido         | Sapporo, Hokkaido    | Hokkai Kitayell                       | 8,000     | 2016–17       | NBL             |
| Este        | Sendai 89ers             | Sendai, Miyagi       | Xebio Arena Sendai                    | 4,002     | 2016–17       | bj-league       |
| Este        | Utsunomiya Brex          | Utsunomiya, Tochigi  | Brex Arena Utsunomiya                 | 2,900     | 2016–17       | NBL             |
| Central     | Alvark Tokyo             | Shibuya, Tokyo       | Yoyogi National Gymnasium             | 13,291    | 2016–17       | NBL             |
| Central     | Kawasaki Brave Thunders  | Kawasaki, Kanagawa   | Kawasaki Todoroki Arena               | 6,500     | 2016–17       | NBL             |
| Central     | Nagoya Diamond Dolphins  | Nagoya, Aichi        | Dolphins Arena                        | 7,515     | 2016–17       | NBL             |
| Central     | San-en NeoPhoenix        | Toyohashi, Aichi     | Toyohashi City General Gymnasium      | 3,500     | 2016–17       | bj-league       |
| Central     | SeaHorses Mikawa         | Kariya, Aichi        | Wing Arena Kariya                     | 2,376     | 2016–17       | NBL             |
| Central     | Sun Rockers Shibuya      | Shibuya, Tokyo       | Aoyama Gakuin University Gymnasium    |           | 2016–17       | NBL             |
| Central     | Fighting Eagles Nagoya   | Nagoya, Aichi        | Biwajima Sports Center                |           | 2016–17       | NBDL            |
| Central     | Yokohama B-Corsairs      | Yokohama, Kanagawa   | Yokohama International Swimming Pool  | 5,000     | 2016–17       | bj-league       |
| Oeste       | Hiroshima Dragonflies    | Hiroshima, Hiroshima | Hiroshima Sun Plaza                   | 6,052     | 2016–17       | NBL             |
| Oeste       | Kyoto Hannaryz           | Kioto, Kioto         | Hannaryz Arena                        | 2,500     | 2016–17       | bj-league       |
| Oeste       | Nagasaki Velca           | Nagasaki, Nagasaki   | HAPPINESS ARENA                       | 6,000     | 2022–23       | -               |
| Oeste       | Osaka Evessa             | Osaka, Osaka         | Ookini Arena Maishima                 | 7,056     | 2016–17       | bj-league       |
| Oeste       | Ryukyu Golden Kings      | Okinawa, Okinawa     | Okinawa Arena                         | 10,000    | 2016–17       | bj-league       |
| Oeste       | Saga Ballooners          | Saga, Saga           | Saga Prefectural Gymnasium            | 8,400     | 2020–21       | –               |
| Oeste       | Shiga Lakes              | Ōtsu, Shiga          | Shiga Daihatsu Arena                  | 5,000     | 2016–17       | bj-league       |
| Oeste       | Shimane Susanoo Magic    | Matsue, Shimane      | Matsue City General Gymnasium         | 2,981     | 2016–17       | bj-league       |

### Segunda División (14 equipos)
| Conferencia | Equipo                 | Ciudad, Prefectura   | Pabellón                                           | Capacidad | Debut en liga | Liga en 2015–16 |
| ----------- | ---------------------- | -------------------- | -------------------------------------------------- | --------- | ------------- | --------------- |
| Este        | Altiri Chiba           | Chiba, Chiba         | Chiba Port Arena                                   | 7,512     | 2022–23       | -               |
| Este        | Aomori Wat's           | Aomori, Aomori       | Aomor Arena                                        | 5,000     | 2016–17       | bj-league       |
| Este        | Fukui Blowinds         | Fukui, Fukui         | Fukui Prefectural Gymnasium                        | 3,975     | 2024–25       | -               |
| Este        | Fukushima Firebonds    | Kōriyama, Fukushima  | Koriyama General Gymnasium                         |           | 2016–17       | bj-league       |
| Este        | Shinshu Brave Warriors | Chikuma, Nagano      | Mashima General Sports Arena                       | 7,000     | 2016–17       | bj-league       |
| Este        | Yamagata Wyverns       | Tendo, Yamagata      | Yamagata Prefectural General Sports Park Gymnasium |           | 2016–17       | NBDL            |
| Este        | Toyama Grouses         | Toyama, Toyama       | Toyama City Gymnasium                              | 4,650     | 2016–17       | bj-league       |
| Oeste       | Bambitious Nara        | Nara, Nara           | Naraden Arena                                      |           | 2016–17       | bj-league       |
| Oeste       | Ehime Orange Vikings   | Matsuyama, Ehime     | Matsuyama City General Community Center            |           | 2016–17       | bj-league       |
| Oeste       | Kagoshima Rebnise      | Kagoshima, Kagoshima | Kagoshima Arena                                    | 5,000     | 2016–17       | NBDL            |
| Oeste       | Kobe Storks            | Kobe, Hyogo          | World Memorial Hall                                | 8,000     | 2016–17       | NBL             |
| Oeste       | Kumamoto Volters       | Kumamoto, Kumamoto   | Kumamoto Prefectural Gymnasium                     | 4110      | 2016–17       | NBL             |
| Oeste       | Rizing Zephyr Fukuoka  | Fukuoka, Fukuoka     | Teriha Sekisui House Arena                         | 5,042     | 2017–18       | bj-league       |
| Oeste       | Veltex Shizuoka        | Shizuoka, Shizuoka   | Shizuoka City Central Gymnasium                    | 984       | 2023–24       | –               |

### Tercera División (17 equipos)
| Equipo                    | Ciudad, Prefectura   | Liga en 2015–16 |
| ------------------------- | -------------------- | --------------- |
| Earthfriends Tokyo Z      | Ōta, Tokio           | NBDL            |
| Gifu Swoops               | Gifu, Gifu           | –               |
| Iwate Big Bulls           | Morioka, Iwate       | bj-league       |
| Kagawa Five Arrows        | Takamatsu, Kagawa    | bj-league       |
| Kanazawa Samuraiz         | Kanazawa, Ishikawa   | bj-league       |
| Niigata Albirex           | Nagaoka, Niigata     | bj-league       |
| Saitama Broncos           | Tokorozawa, Saitama  | bj-league       |
| Shinagawa City            | Shinagawa, Tokio     | bj-league       |
| Shonan United             | Shōnan, Kanagawa     | –               |
| Tachikawa Dice            | Tachikawa, Tokio     | –               |
| Tokushima Gambarous       | Tokushima, Tokushima | –               |
| Tokyo Hachioji Bee Trains | Hachioji, Tokyo      | NBDL            |
| Tokyo United              | Kōtō, Tokio          | –               |
| Tryhoop Okayama           | Okayama, Okayama     | –               |
| Veertien Mie              | Yokkaichi, Mie       | –               |
| Yamaguchi Patsfive        | Yamaguchi, Yamaguchi | –               |
| Yokohama Excellence       | Yokohama, Kanagawa   | NBDL            |

## Campeones y finales
Los números en cursiva denotan el puesto que ocupó el equipo en la temporada regular.

### Finales Primera División
| Temporada | Campeón                                    | Finalista                                  | Marcador                                   |
| --------- | ------------------------------------------ | ------------------------------------------ | ------------------------------------------ |
| 2016–17   | Link Tochigi Brex (2)                      | Kawasaki Brave Thunders (1)                | 85–79                                      |
| 2017–18   | Alvark Tokyo (3)                           | Chiba Jets Funabashi (2)                   | 85–60                                      |
| 2018–19   | Alvark Tokyo (4)                           | Chiba Jets Funabashi (1)                   | 71–67                                      |
| 2019–20   | Cancelada debido a la pandemia de COVID-19 | Cancelada debido a la pandemia de COVID-19 | Cancelada debido a la pandemia de COVID-19 |
| 2020–21   | Chiba Jets Funabashi (2)                   | Utsunomiya Brex (1)                        | 2–1 (al mejor de 3)                        |
| 2021–22   | Utsunomiya Brex (2)                        | Ryukyu Golden Kings (1)                    | 2–0 (al mejor de 3)                        |
| 2022–23   | Ryukyu Golden Kings                        | Chiba Jets                                 | 2–0 (al mejor de 3)                        |
| 2023–24   | Hiroshima Dragonflies                      | Ryukyu Golden Kings                        | 2–1 (al mejor de 3)                        |

### Finales Segunda División
| Temporada | Campeón                                    | Finalista                                  | Marcador                                   |
| --------- | ------------------------------------------ | ------------------------------------------ | ------------------------------------------ |
| 2016–17   | Nishinomiya Storks (2)                     | Shimane Susanoo Magic                      | 85–79                                      |
| 2017–18   | Rizing Zephyr Fukuoka (2)                  | Akita Northern Happinets                   | 2–1 (al mejor de 3)                        |
| 2018–19   | Shinshu Brave Warriors (1)                 | Gunma Crane Thunders (3)                   | 2–0 (al mejor de 3)                        |
| 2019–20   | Cancelada debido a la pandemia de COVID-19 | Cancelada debido a la pandemia de COVID-19 | Cancelada debido a la pandemia de COVID-19 |
| 2020–21   | Gunma Crane Thunders (1)                   | Ibaraki Robots (2)                         | 2–1 (al mejor de 3)                        |
| 2021–22   | Toyotsu Fighting Eagles Nagoya (1)         | Sendai 89ers (2)                           | 2–1 (al mejor de 3)                        |
| 2022–23   | Saga Ballooners                            | Nagasaki Velca                             | 2–0 (al mejor de 3)                        |
| 2023–24   | Shiga Lakes                                | Koshigaya Alphas                           | 2–0 (al mejor de 3)                        |